# Готово! Парус розпустили…
«Готово! Парус розпустили…» — вірш Тараса Шевченка, написаний 1849 року під час Аральської описової експедиції.

## Написання
Збереглося кілька автографів вірша: чорновий автограф в альбомі Шевченка 1846—1850 років; чистовий автограф у «Малій книжці». Автографи не датовані.
Вірш датується за місцем автографа у «Малій книжці» серед творів 1849 року та часом закінчення Аральської описової експедиції, орієнтовно: кінець вересня 1849-го, на шляху з Косаралу до Раїма.
Первісний текст — автограф у альбомі Шевченка 1846—1850 років, виконаний, очевидно, коли експедиційна шхуна залишила Косарал і підіймалася вгору по Сирдар'ї. Текст написано олівцем, скорописом, слова поспіль недописано. З цього автографа Шевченко не раніше 1 листопада 1849-го, після прибуття до Оренбурга, не пізніше 23 квітня 1850 року, коли його заарештували, переписав вірш з виправленням у сьомому рядку до «Малої книжки» (під № 17 до четвертого зшитка за 1849 рік). До «Більшій книжці» твір не переписано.

## Публікація
Вперше вірш надруковано у виданні: «Кобзарь Тараса Шевченка / Коштом Д. Е. Кожанчикова» 1867 року (СПб., стор. 441), за текстом «Малої книжки».

## Сюжет
Зміст вірша — прощання Шевченка з Косаралом і початок плавання кораблів експедиції О. І. Бутакова по Сирдар'ї до Раїма після закінчення другої навігації по Аральському морю.